# Honungsmelon

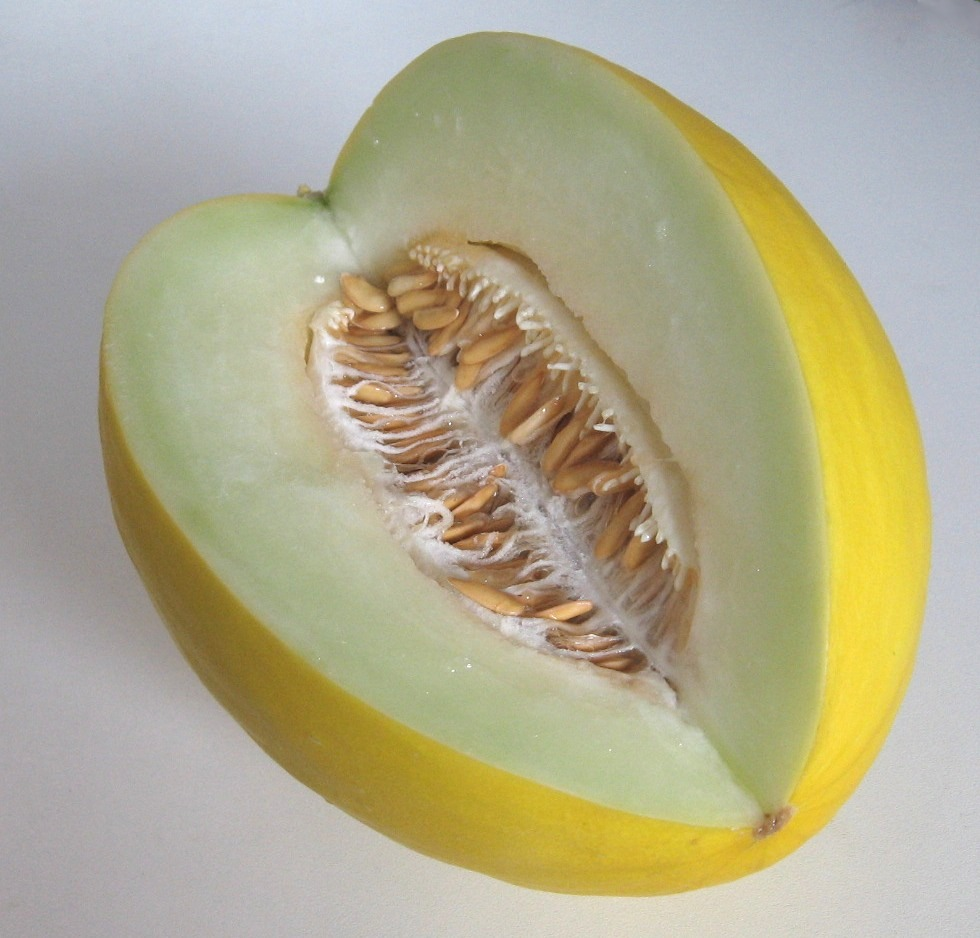

Honungsmelon (Cucumis melo Honungsmelon-Gruppen) är en sortgrupp av melon som är lätt ovalt formad och vanligen mellan 15 och 22 centimeter i diameter. Skalet är jämnt och grönt, gult eller gulvitt med ett kött som är mycket ljust grönt.
Smaken påminner lite om honung, därav namnet.